# پولنی خرتشیتسه
پولنی خرتشیتسه (به چکی: Polní Chrčice) یک منطقهٔ مسکونی در جمهوری چک است که در ناحیه کولین واقع شده‌است.